# Supraconductibilitate

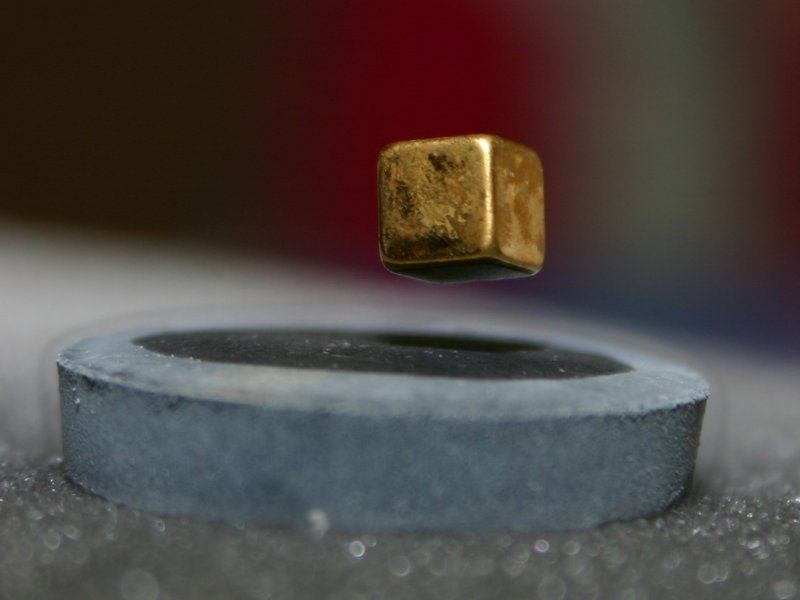
Magnet care plutește peste un supraconductor de înaltă temperatură (ca. -197 °C) răcit cu azot lichid

Supraconductibilitatea este un fenomen în care rezistența electrică a unui material conductor devine zero, dacă temperatura sa este mai mică decât o anumită valoare specifică materialului, numită temperatură critică.
Fenomenul a fost observat pentru prima dată de către Heike Kamerlingh Onnes în 1911. Studiind dependența de temperatură a rezistivității electrice a mercurului a observat că sub o anumită temperatură, apropiată de temperatura heliului lichid (4,2 K), rezistivitatea scade brusc către zero. Ulterior s-a putut determina o temperatură critică pentru diferite elemente chimice și compuși.
S-a observat de asemenea că, dacă se aplică unui supraconductor un câmp magnetic, fenomenul de supraconductibilitate dispare la o anumită intensitate a câmpului, numită intensitate (de câmp) critică. Aceasta depinde de asemenea de materialul supraconductorului și de temperatură.
Dacă densitatea curentului prin supraconductor, depășește o anumită valoare critică, supraconductibiltatea dispare.
Alt fenomen observat a fost expulzarea câmpului magnetic dintr-un corp aflat în stare de supraconductibilitate. Acest fenomen este numit Efectul Meissner.

## Explicarea mecanismului de supraconducție
În 1957 Bardeen, Cooper și Schrieffer elaborează o teorie cuantică a fenomenului, bazată pe 'perechile Cooper'.

## Aplicații ale fenomenului
1. Magneți supraconductori

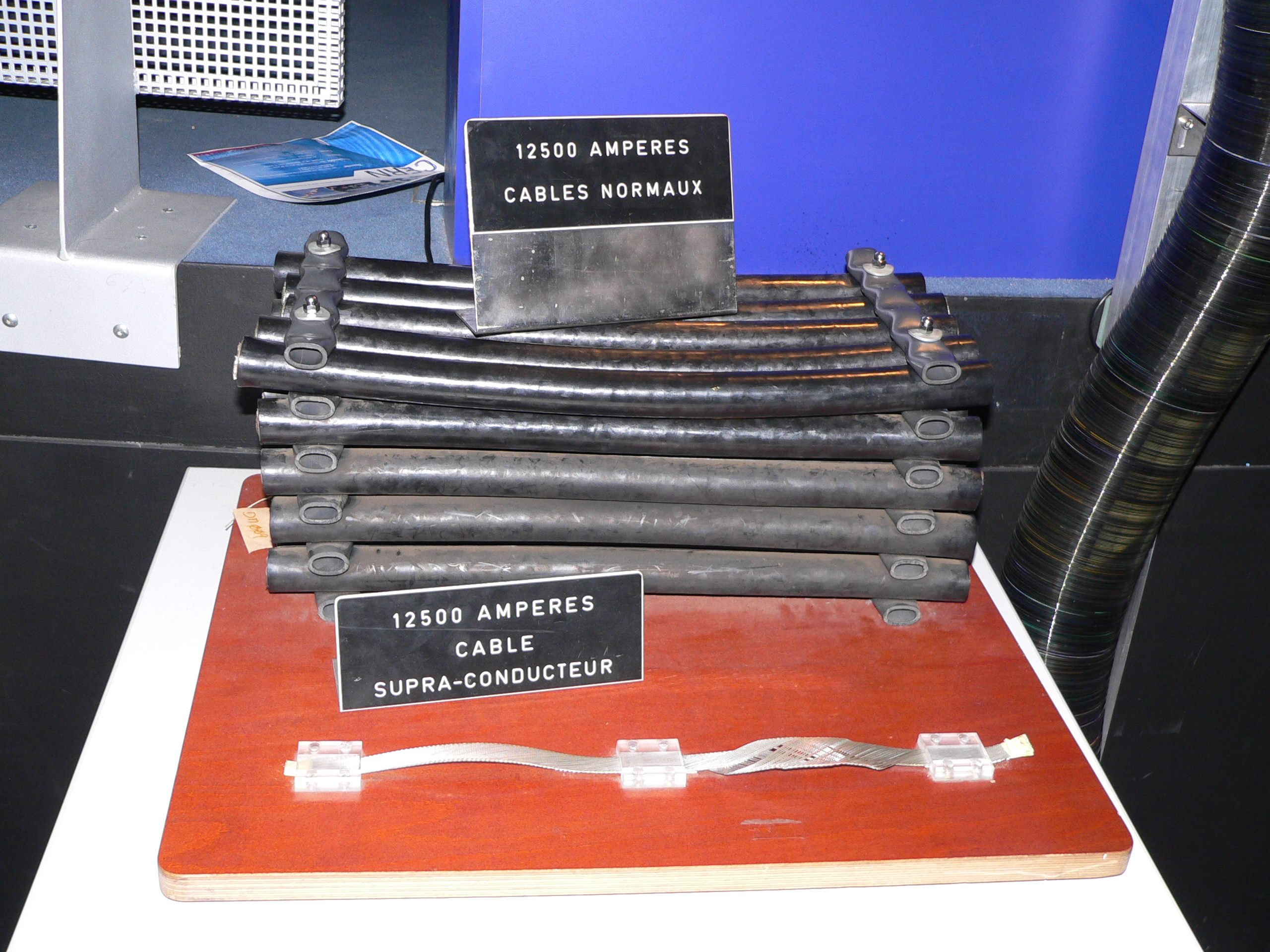
Cabluri la CERN : sus, cabluri folosite la LEP; jos, cabluri supraconductoare folosite la LHC.

2. Bobine realizate din materiale supraconductoare, care pot genera câmpuri magnetice cu valori de 6-14 T la temperatura He lichid. În criostate performante, utilizând supraconductori de temperatură joasă se pot atinge valori de peste 20 Tesla.
3. Transport de energie

-Trenurile MAGLEV 
1. Biomagnetism: aparatură de rezonanță magnetică (computer tomograf)

-Sub influența câmpului magnetic foarte mare, moleculele de hidrogen sunt excitate si eliberează energia primită, aceasta fiind prelucrată ulterior într-o imagine. 
1. Domeniul informaticii: se speculează apariția unor microprocesoare cu o frecvență de 4000 de ori mai mare decât o au procesoarele actuale

## Tranziția supraconductor-conductor normal
Materiale solide devin supraconductoare numai sub o anumită temperatură critică. Odată ce, într-un inel supraconductor s-a stabilit un curent electric circular, acesta se poate menține infinit în timp, dacă temperatura este menținută și nu intervin câmpuri magnetice puternice. Simultan apare și un cuplu motor difuz circular, ce poate pune în rotație inelul în sens invers curentului. Totodată s-au observat și modificări ale forței gravitaționale în jurul inelului, când acesta este străbătut de curent. Până în prezent nu s-a putut da o explicație corectă acestor fenomene. Poate cauza acestui eșec este tocmai greșeala marilor fizicieni de a considera așa-zisul "spațiu vid" chiar vid absolut. De curând teoriile asupra eterului au început să fie revizuite și corectate.
S-a observat de asemenea că, dacă supraconductorul este introdus într-un câmp magnetic, fenomenul de supraconductibilitate dispare la o anumită intensitate a câmpului, numită intensitate critică. Aceasta depinde de asemenea de material și de temperatură.
Dacă densitatea curentului prin supraconductor depășește o anumită valoare critică, supraconductibilitatea dispare.